# 中聯辦在香港的角色
自香港回归以来，中央人民政府駐香港特別行政區聯絡辦公室，即香港中聯辦（與中共中央香港工作委員會是一個機構兩塊牌子），一直對香港內部事務作出不同形式干預，其中包括香港各級選舉中，立法會議員內部運作及投票意向等。根據香港特別行政區基本法第22條，「中央人民政府所屬各部門、各省、自治區、直轄市均不得干預香港特別行政區根據本法自行管理的事務。」。就基本法第22條對中聯辦的規定，中聯辦曾經於2020年4月自稱不受《基本法》第22條約束，但說法和特區政府提交立法會的文件，以及不少法律學者對有關條例的詮釋均不相符。該聲稱亦引起中聯辦在港物業應否獲豁免印花稅的爭議。

## 介入香港選舉
英国公共媒体BBC中文網刊登的《香港觀察》文中認為，香港中聯辦2000年成立後，開始逐漸代表中共中央高度介入香港的內部事務，並高度影響及介入香港的選舉，包括香港區議會、立法會及行政長官的選舉。
建制派政黨自由黨的田北俊在2016年香港立法會選舉過後接受傳媒訪問時說，在名單比例代表制中「中聯辦的影響力很大」。他舉例說，新界東有50萬人投票，中聯辦只要控制一萬票就可以了。「一萬票在50萬票不是大數目，但它最後只要給兩名候選人，排第八、第九，各分五千票，便保證你能勝出了。」。

### 西環契仔契女
於歷屆立法會選舉中，中聯辦都有扶植香港一些非傳統親北京陣營人士，他們一般被稱爲西環契仔/西環契女。被輿論列為西環契仔契女的香港立法會議員有創建力量謝偉俊、香港經濟民生聯盟梁美芬、新民黨的容海恩、葉劉淑儀和自稱「獨立」的前香港律師會會長何君堯等，大部份是法律界出身。一些在張曉明任職香港中聯辦主任期間冒起的新興激進建制派組織如「愛護香港力量」、「愛港之聲」、「保衛香港運動」等也被媒體視為西環契仔契女。另外，香港政壇上也有將傳統建制派政黨民建聯及工聯會列為「中聯辦親生仔」。
端傳媒一項就周永勤退選風波的報道中，提及自2008年香港立法會選舉開始，中聯辦就開始挑選「政治代理人」，而親中聯辦候選人，得票亦一次比一次多。

### 2008年香港立法會選舉
獨立建制派，香港工程師學會前會長陸宏廣曾經多次參與立法會選舉工程界功能組別，但於2008年，陸宏廣因當年泛民主派黎廣德挑戰現任建制派議員何鍾泰，中聯辦擔心陸宏廣會分薄建制派的票源，令黎廣德漁人得利，因此將陸宏廣勸退。

### 2016年香港立法會選舉
於2016年香港立法會選舉期間，親建制派自由黨候選人周永勤於8月25日收到兩段恐嚇錄音，及後於當晚選舉論壇宣布退選，事件被指和激進建制派候選人何君堯有關。自由黨雖然表示對事件不知情，但其後自由黨榮譽主席田北俊承認中聯辦早在7月已為確保何的選情而要求他勸退周
田北俊於選舉後接受傳媒訪問時指，由於中聯辦在背後打點安排，所以可以看到新民黨的容海恩雖然是個「甚麽都沒有做的新人」，但她的資源已經很多，所有社團的票都分配給她，而最終她亦當選。而周永勤於選舉後接受端傳媒訪問時直言，「哪管他是跛子，在中聯辦名單就有票」，指事件已經不是香港執法部門可以處理，又指中聯辦的滲透，只會更加變本加厲，他希望這件事能夠令更多對政治冷漠的人醒覺起來。
在2019年10月，信息技術通信學會的期刊上刊登了有關退選事件的傳訊研究，內容指出退選事件令更多人參加非建制派的策略性投票計劃雷動計劃以對抗北京政府干預香港選舉。

### 2017年香港行政長官選舉
2017年1月17日，資訊科技界立法會議員莫乃光透露，中聯辦近日透過中間人接觸數名民主派選委，呼籲他們提名林鄭月娥，並將林鄭說成是「真命天子」。莫乃光說，不評估中聯辦背後動機，亦不能透露何時接獲有關訊息。

### 2020年香港立法會選舉
就2020年香港立法會選舉，新民黨進行黨內初選，其中新界東選區除了現任新民黨立法會議員容海恩參與之外，更吸引了原本屬於自由黨退黨的李梓敬參與。容海恩其後宣布退出初選，時事評論員游清源在D100電台節目《龍鳳大茶樓》表示，相信中聯辦是希望保住立法會建制派議席過半，認為近年成為網絡紅人的李梓敬得票會比容海恩高，中聯辦才會授意他參選。
立場新聞於2020年6月報道，揭發香港中聯辦通過其持股公司網絡，擁有體育、演藝、文化及出版界功能界別至少 30 票，其中聯合出品集團有16票，大公報有2票，文匯報亦有1票。記者同時發現，體演文出界別內至少有5張團體票，登記地址位於中聯辦名下的物業。

## 介入香港出版自由
据香港電台报道，香港三大出版機構——三聯書店、中華書局和商務印書館（「三中商」）及其所属或控股的眾多書店與出版社都屬中資或「愛國商人」控制，而三中商的母公司是實際由中聯辦透過聯合出版集團全資擁有，現時大部分的大學書店都由三中商營運，而香港眾多教科書出版商背後的老板都是中聯辦。此外，中聯辦經營香港超過半數書店，一般書籍大約有七至八成在三中商書店售出，近年來，一些中國內地的敏感禁書如批評政府的書籍已不在三中商發售，部分也不容易在三中商找到。香港電台電視部製作的每週新聞紀錄片電視節目《鏗鏘集》記者在專輯中多番追問中聯辦各級官員，官員回應不是含糊其辭就是逃避問題和不肯回答。

## 「第二支重要管治力量」
2008年，中聯辦研究部主任曹二寶於中共中央党校《學習時報》第422期發表〈「一國兩制」條件下香港的管治力量〉，建議香港設置直屬中央的「第二支重要管治力量」，令部分香港市民對中聯辦介入香港內部事務感到憂慮。

## 2010年：民主黨及中聯辦進行就2012年政改方案談判
2010年5月24日，民主黨三名成員，包括主席何俊仁、副主席劉慧卿、資深成員張文光，獲邀與香港中聯辦副主任李剛、法律部部長馮巍及副部長劉春華會面，討論香港政制改革。民主黨當時游說修訂香港政府提出的政改方案，五席新增區議會功能組別議員由全港沒有功能組別投票權的選民投票產生（稱為超級區議員）。

## 2012年：張曉明泛民『能活着顯示國家包容』言論爭議
2012年12月18日，張曉明出任香港中聯辦主任，曾公開表明「西環不治港，但是西環要盡責」，又多次就香港的敏感政治議題發言，引起關注，被民主派視為「強硬派」人物。2014年，香港社會進入討論政改的重要階段，同年8月19日，梁耀忠等數名泛民立法會議員會面，路透社、法新社等多間外電均引述消息報道，梁耀忠當時問張曉明，中央會否允許泛民人士參選特首，張曉明回應稱：「你們能活着，就足以顯示國家的文明及包容。」該言論被外界質疑是「製造敵我矛盾」，而會面也未能打破泛民與中央之間的僵局。

## 2019年 ：在香港逃犯条例修订中的立场及相关事件
2019年反對逃犯條例修訂草案運動期间發表言論支持香港警察和支持修例，副主任陳冬指香港應為「購物天堂」而非「逃犯天堂」，支持港府盡快修例。

### 誤判形勢
反對逃犯條例修訂草案運動爆發初期，中聯辦、港澳辦等部門呈上去的形勢評估報告寫得頗為樂觀，但是隨著局勢升級，令中央政府感到錯愕，亦對香港局勢感到擔心。路透社于2019年11月刊文透露中央政府已在深圳的紫荆山庄设立一个香港危机中心，试图绕过中联办以加强对港事态管理力度。中国外交部则回应路透社设立危机中心的报道不实。

### 中聯辦大樓遭破壞事件
2019年7月21日香港反對逃犯條例修訂草案遊行中，一批示威者前往西營盤干諾道西中聯辦大樓外，向中聯辦招牌及中華人民共和國國徽投擲雞蛋及墨水彈、用噴漆塗污閉路電視鏡頭，以及在中聯辦門外和牆上塗鴉並噴上「屌支那」、「支聯辦」、「fk支那」，被指是回歸22年來中聯辦遭受的最嚴重破壞。建制派強烈譴責，批評是挑戰中央及特區政府的底線，嚴重侮辱國家尊嚴。泛民主派則指事件反映中央在港政策完全失敗，中聯辦需要負上很大責任。香港特区政府強烈譴責示威者，批評公然挑戰國家主權。香港中聯辦及國務院港澳事务办公室亦表示最強烈憤慨和譴責，指示威者行徑已超越和平示威範疇。在遭到破坏之后，中联办已派人連夜更換國徽、清洗外墻及地面。

### 元朗襲擊事件相关争议
在2019年7月21日香港反對逃犯條例修訂草案遊行當晚及翌日凌晨，香港新界元朗區發生襲擊事件。一批穿著白衫、手繫紅繩之疑似黑社會成員在雞地及港鐵元朗站持械無差別襲擊途人，多人血流披面，事件中一共至少45人受傷，其中事件涉及和中聯辦關係密切的立法會議員何君堯。
7月11日，中联办新界工作部部长李蓟贻在十八鄉鄉事委員會就職典禮上，促請「爱国爱港的村民不要讓暴徒進入元朗搞事」，「進來就一定要趕他們走」。襲擊事件過後，李蓟贻的有關言論被外界質疑是中联办煽動或「動員」元朗的暴力事件，7月23日，李蓟贻在出席一場公開活動中被記者追問時一直微笑不語，對是否涉及煽動元朗暴力事件的問題一概閉嘴不答。
台灣聯華電子前董事長曹興誠於2022年接受《德國之聲》有關保衛台灣及個人政見的專訪時，提及中聯辦就是元朗襲擊事件的主謀。他憶述於反修例示威進行期間，中聯辦人員曾請他吃飯，面對過百萬人上街抗議，中聯辦人員在飯局中告訴他，說會「找一些流氓來、公安來」，把抗議的市民「痛打一頓」，令市民「變乖」云。

## 2020年：自稱不受《基本法》第22條約束
2020年4月13日，中聯辦發言人在接受傳媒查詢時，指責立法會內務委員會副主席郭榮鏗在主持內務委員會選舉時「濫用權力」，有關行為「有違宣誓誓言」及「構成公職人員行為失當」，郭榮鏗回應指，中聯辦及港澳辦均無任何權力或資格，去影響或評論立法會及和委員會如何運作，以及立法會議員如何履行職務，亦無任何法例賦予權力處理諸如公職人員行為失當等指控。至4月17日，中聯辦發言人稱，港澳辦及中聯辦「不是《基本法》第22條所指的一般意義上的『中央人民政府所屬各部門』」，故「有權就立法會事務行使監督權」云。
然而在2007年1月立法會政制事務委員會編號CB(2)898/06-07(02)文件明確表示，中央政府在香港特區設立的機構，包括「中央人民政府駐香港特別行政區聯絡辦公室」（中聯辦）。而包括2018年6月13日立法會記錄在內的多份文件表示，中聯辦受廿二條所約束。有關官方記錄與中聯辦發言人的說法不符。
及後事件引申成為對中聯辦獲豁免高達$2億印花稅。由於中聯辦一直被政府視為中央人民政府駐港機構，故中聯辦及其子公司在港購買物業，可根據《印花稅條例》獲豁免印花稅。然而，如果中聯辦有關宣稱正確，則中聯辦並不符合《印花稅條例》豁免印花稅的要求。政府被問及會否向中聯辦追收過往豁免的印花稅，則未有回應。
法律學者陳文敏亦反駁，中聯辦無權監督《基本法》的實施，《基本法》第22條的意思是相當清楚的，特區政府在2007年提交立法會的文件中亦有清楚說明，同一句說話在同一條條文內，不可能得出中聯辦是中央部門但又不是中央部門的結論，事件實屬中聯辦自行胡亂註釋法律。
其後，民主黨立法會議員黃碧雲批評兩辦聲明及港府解釋22條方法已令香港出現憲政危機。該黨另一議員林卓廷亦指涉及整個政治制度，不能接受中聯辦做太上皇，控制特區政府運作。
而前香港政務司司長陳方安生回應有關事件時，指出《基本法》第22條清楚約束中央人民政府所屬「各部門」，無一部門可以例外，兩辦肯定受《基本法》第22條規管，直斥中聯辦指自己對香港特區事務有監督權的說法是無中生有，又指其舉動是「今日的我打倒昨日的我」；同時，她亦引述2001年新華社香港分社易名為中聯辦時，國務院列出其五大職能中，完全未有提及對香港有「監督權」。之後，陳進一步引述時任中聯辦主任姜恩柱的說法強調中聯辦與香港特區並非隸屬關係，不會干預香港自治範圍內的事務及成為香港第二個權力中心。她更呼籲兩辦克制，信任特區政府管治團隊及公務員，避免予人「治港太上皇」的觀感，傷害「一國兩制」，港人治港，高度自治           。

## 各界立場
於2017年香港行政長官選舉，獨立參選人胡國興其中一項政綱，便是要求就《香港特別行政區基本法》第22條立法，以確保「港人治港」不受干預及保障「兩制」。

### 民主派
民主派一直反對中聯辦違反基本法第22條干預香港本地事務。例如，於2020年4月，中聯辦發聲明攻擊公民黨立法會議員，郭榮鏗濫用權力。事件甚至升級至國家層面，其中國務院港澳辦指控郭榮鏗涉嫌公職人員行為失當，郭便得到民主派全體聲援。

## 資料來源
1. 1 2  .   [2020-04-22]. （原始内容存档于2020-04-23）.
2. 1 2  陳文敏. .   [2020-04-22]. （原始内容存档于2020-04-21）.
3. 1 2  .   [2020-04-22]. （原始内容存档于2020-04-21）.
4. ↑  呂意. . BBC 中文网. 2012-07-03  [2017-10-23]. （原始内容存档于2017-10-23）.
5. 1 2  許創彥; 陳嘉茵; 趙燕婷; 何錦源. . 端媒體. 2016-09-05  [2020-04-22]. （原始内容存档于2019-08-23）.
6. ↑  . 聯合早報. 2016-09-19  [2018-05-11]. （原始内容存档于2018-05-11）.
7. ↑  . 香港01. 2016-09-19  [2020-04-23]. （原始内容存档于2018-05-11）.
8. ↑  . 成報. 2017-09-23  [2020-04-23]. （原始内容存档于2017-10-14）.
9. 1 2  陳嘉茵; 許創彥; 趙燕婷. .   [2020-04-23]. （原始内容存档于2016-09-17）.
10. ↑  .   [2020-05-21]. （原始内容存档于2013-09-20）.
11. ↑  . 立場新聞. 2016-08-26  [2016-08-26]. （原始内容存档于2017-03-05）.
12. ↑  . 蘋果日報. 2016-08-25  [2016-08-25]. （原始内容存档于2016-08-26）.
13. ↑  . 立場新聞. 2016-09-14  [2016-09-20]. （原始内容存档于2018-10-01）.
14. ↑  Au, Cheuk Hang; Ho, Kevin. . Communications of the Association for Information Systems. 2019-10-01, 45 (1)  [2019-10-11]. ISSN 1529-3181. doi:10.17705/1CAIS.04517. （原始内容存档于2019-10-11）.
15. ↑  . 眾新聞.   [2017-10-23]. （原始内容存档于2019-02-03） （中文（香港））.
16. ↑  彭焯煒; 翟睿敏. .   [2020-07-22]. （原始内容存档于2020-07-03）.
17. ↑  .   [2020-07-22]. （原始内容存档于2020-07-22）.
18. ↑  .   [2020-07-15]. （原始内容存档于2020-07-01）.
19. ↑  區家麟. . 關鍵評論. 2018-05-29  [2020-06-12]. （原始内容存档于2019-07-17）.
20. ↑  . 学习时报. 2008-01-29  [2017-10-23]. （原始内容存档于2016-03-05）.
21. ↑  練乙錚，〈曹二寶理論探討 中聯辦澳門落實〉，《信報》2009年4月20日。練乙錚，〈曹二寶論干預香港內政的「原則」〉，《信報》2009年4月21日
22. ↑  .   [2020-04-23]. （原始内容存档于2020-04-21）.
23. ↑  . 香港01. 2017-09-22  [2020-04-22]. （原始内容存档于2018-05-16）.
24. ↑  .   [2019-07-17]. （原始内容存档于2019-07-17）.
25. ↑  . 蘋果日報（台灣）. 2019-07-12  [2019-12-15]. （原始内容存档于2019-07-12） （中文（臺灣））.
26. ↑  . 联合早报. 2011-27  [2020-04-22]. （原始内容存档于2020-01-11）.
27. ↑  Keith Zhai; James Pomfret; David Kirton. . 路透社. 2019-11-26  [2020-03-20]. （原始内容存档于2020-03-19） （英语）.
28. ↑  陳倩婷; 黃偉超. . 香港01. 2019-07-21  [2020-04-22]. （原始内容存档于2019-07-21）.
29. ↑  . 香港政府新聞網. 2019-07-21  [2020-04-22]. （原始内容存档于2020-04-18）.
30. ↑  . 明報. 2019-07-21  [2020-04-22]. （原始内容存档于2020-04-18）.
31. ↑  . 香港01. 2019-07-22  [2020-04-22]. （原始内容存档于2020-04-18）.
32. ↑  . 頭條日報. 2019-07-22  [2019-07-22]. （原始内容存档于2019-07-22）.
33. ↑  .   [2019-07-23]. （原始内容存档于2019-07-23）.
34. ↑  .   [2019-07-23]. （原始内容存档于2019-07-23）.
35. ↑  .   [2019-07-24]. （原始内容存档于2019-07-23）.
36. ↑  甄樹基. . 法國廣播電台. 2019-07-24  [2020-04-22]. （原始内容存档于2019-07-24）.
37. ↑  . 德國之聲. 2022-09-21  [2022-09-23].
38. ↑  .   [2020-04-22]. （原始内容存档于2020-04-16）.
39. ↑   (PDF).   [2020-04-22]. （原始内容存档 (PDF)于2019-10-30）.
40. ↑  .   [2020-04-22]. （原始内容存档于2021-07-01）.
41. 1 2  .   [2020-04-23]. （原始内容存档于2020-04-29）.
42. ↑  .   [2020-09-28]. （原始内容存档于2020-05-11）.
43. ↑  .   [2020-04-22]. （原始内容存档于2020-05-19）.